# Hanle
Hanle – miejscowość w północnych Indiach, w terytorium związkowym Ladakh (do 2019 w stanie Dżammu i Kaszmir). Liczy około 300 mieszkańców. Znajduje się w niej buddyjski klasztor Hanle Gompa i obserwatorium astronomiczne. Leży w dolinie o tej samej nazwie, na wysokości 4500 m n.p.m.

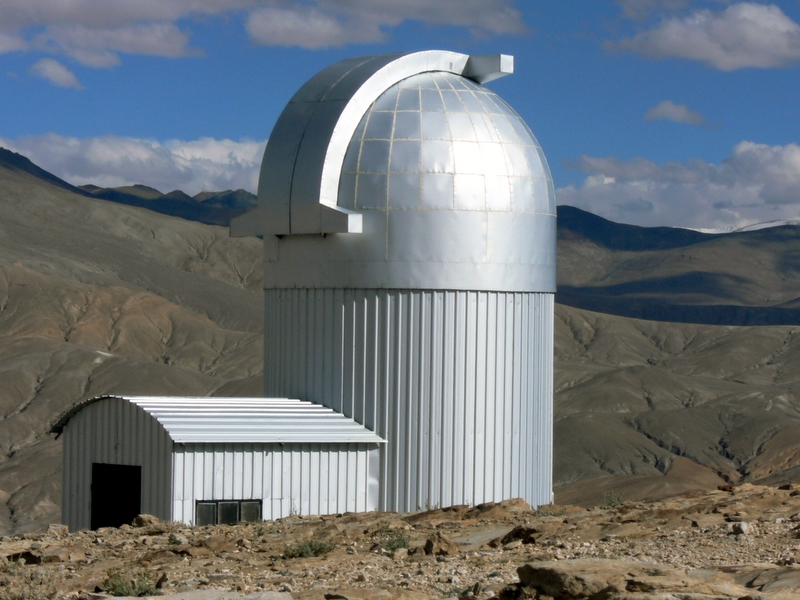
Obserwatorium astronomiczne.